# Juan Cuello
Juan Pablo Cuello Gallo (* 22. Juni 1933 im Departamento Cerro Largo; † 2. September 2019 in Montevideo) war ein uruguayischer Ornithologe und Museologe.

## Leben
Cuello hatte acht Geschwister und einen Stiefbruder. Er besuchte drei Jahre die Grundschule und arbeitete bereits als Kind, um die Familie zu unterstützen. Als er acht Jahre alt war, zog die Familie nach Montevideo, wo er als Laufbursche in verschiedenen Buchhandlungen arbeitete, was ihm ermöglichte, eine Vielzahl von Büchern zu lesen, hauptsächlich literarische und historische Werke. Trotz fehlender akademischer Ausbildung wurde er 1955 Mitarbeiter am Museo Nacional de Historia Natural in Montevideo. Von April bis Mai 1957 nahm er an der uruguayischen Expedition zum Orinoco in Venezuela teil, die vom Malakologen und Herpetologen Miguel Ángel Klappenbach (1920–2000) geleitet wurde. Im Juli 1962 besuchte er den Zweiten Lateinamerikanischen Kongress für Zoologie in São Paulo, wo er seine Arbeit über die Vögel des Cerro de las Ánimas vorstellte. Von 1964 bis 1965 nahm er an einer vom American Museum of Natural History organisierten Expedition nach Santa Cruz de la Sierra in Bolivien teil. 1972 erhielt er ein Stipendium zur Teilnahme an dem von der OAS geförderten Interamerikanischen Museographischen Ausbildungskurs in Mexiko-Stadt. Von 1979 bis 1996 war er Direktor des Museo Zoológico Dámaso Antonio Larrañaga. In den 1970er Jahren arbeitete er aktiv an der Neugestaltung der Ausstellungen des Museo Nacional de Historia Natural und hinterließ seine persönliche Bibliothek als Nachlass.
Zusätzlich zu den bezahlten Positionen, die er innehatte, war er ehrenamtlicher Mitarbeiter und seit 1997 assoziierter Forscher des Museo Nacional de Historia Natural in Montevideo, Gründungsmitglied der Sociedad Taguató (1958), Mitbegründer (1961) und Vorstandsmitglied (1961–1970) der Sociedad Zoológica del Uruguay  sowie korrespondierendes Mitglied der Asociación Ornitológica del Plata (Argentinien).
Cuellos Bibliographie umfasst 29 Titel, davon ist seine Schrift Aves del Uruguay, die 1969 veröffentlicht wurde, am bekanntesten.
Cuello war mit Mirtha Datti verheiratet, mit der er zwei Kinder hatte. Sie starb im April 2018 an der Alzheimer-Krankheit.

## Dedikationsnamen
2005 benannten Santiago Claramunt und Andrés Rinderknecht die fossile Töpfervogel-Art Pseudoseisuropsis cuelloi zu Ehren von Cuello.